# چاه طوس
چاه طوس، روستایی از توابع بخش محمله شهرستان خنج در استان فارس در ایران است.
این روستا دارای جمعیت کم اما مردم بسیار مهربان و زبان آن‌ها اچمی است.
در این روستا قوم‌هایی مانند محمدپور، کریمان، زینلی، فاطمی، محمدی، اکبری و … زندگی می‌کنند.

## جمعیت
این دهستان بر اساس سرشماری مرکز آمار ایران در سال ۱۳۸۵ جمعیت آن ۷۰۰۰ نفر بوده است.